# GoodMills Deutschland
Die GoodMills Deutschland GmbH ist ein deutsches Getreidemühlen-Unternehmen. Mit rund 360 Mitarbeitern und bundesweit zehn Standorten gehört es zu den größten des Landes. Es ging 2014 durch Umfirmierung aus der früheren VK Mühlen AG hervor; der Hauptsitz befindet sich in Hamburg. Die Gesamtverarbeitungsmenge beträgt ca. 1,5 Millionen Tonnen Getreide, Reis und Hülsenfrüchte pro Jahr. Die GoodMills Deutschland GmbH gehört zur österreichischen GoodMills Group.

## Geschichte
Die Gründung der heutigen GoodMills Deutschland geht zurück auf das Jahr 1883, in dem Emil Kampffmeyer ein Kommissionsgewerbe für Getreide und Mehl in Potsdam errichtete. Sein Sohn Kurt Kampffmeyer (Sen.) baute in den folgenden Jahren das Familiengeschäft seines Vaters durch den Einstieg in das Mühlengewerbe weiter aus und führte es schon damals zu einem der größten deutschen Mühlenunternehmen, den Anfang machte der Kauf der Potsdamer Dampfmühle 1915.
Diese Expansionsstrategie verfolgte sein Sohn Kurt Kampffmeyer (Jun.) weiter, indem er, neben der Fusion mit der Duisburger Mühlen AG 1973, ein Jahr später die Mehrheitsbeteiligung an der Vereinigten Kunstmühlen (VK) Landshut Rosenheim AG erwarb. 1975 kaufte Kampffmeyer außerdem die Auer-Großmühle in Köln-Deutz, die mit der Ellmühle verschmolzen wurde. Mit dem erneuten Ausbau des Unternehmens ergab sich nicht nur die Vergrößerung der Produktionskapazität – entscheidend war das Hinzukommen bekannter Marken zum Produkt-Portfolio. Mit dem Standort Landshut wurde die Marke Rosenmehl erworben, durch den Kauf der Kölner Auer-Mühle stärkte die Marke Aurora das Geschäft, das später noch um die Marken Diamant und Gloria erweitert wurde.
1983 wurde die Gesellschaft in Vereinigte Kunstmühlen Aktiengesellschaft umfirmiert und es erfolgte die Übernahme der Kampffmeyer Mühlen GmbH Handelshaus E. Kampffmeyer. Auf der Hauptversammlung am 28. August 1990 wurde der Name dann in VK Mühlen Aktiengesellschaft geändert und die Zentrale von Landshut nach Hamburg verlegt.
1999 erfolgte die Eingliederung der Hamburger BM Bäckermühlen AG, dem damals drittgrößten Mühlenunternehmen Deutschlands. Die heutige GoodMills Group (frühere LLI Euromills) wurde im Jahre 2004 Mehrheitsaktionär der VK Mühlen AG. 2013 feierte Kampffmeyer 130 Jahre Firmengeschichte. Im Oktober 2014 firmierte die VK Mühlen AG zu GoodMills Deutschland GmbH um.

## Struktur und Kennzahlen
GoodMills Deutschland GmbH ist vor allem auf dem deutschen Markt aktiv und hat dort einen Marktanteil von rund 15,4 % (2013). Unter dem Dach der GoodMills Deutschland GmbH als Finanz- und Managementholding gliedert sich der Konzern in drei operative Geschäftsbereiche:

### Standorte
- Unternehmenszentrale, Hamburg
- Aurora Mühle Hamburg, Lage: 53° 29′ 35″ N, 9° 59′ 1″ O. Die heutige Aurora Mühle wurde 1897 in Hamburg-Wilhelmsburg von Georg Plange als größte Mühle des Kontinents errichtet. Heute werden hier mit einer Kapazität von 200.000 t Mehle, Grieße und Backmischungen für den Haushalt unter den Marken Aurora, Diamant und Gloria hergestellt. Mit den Industrie- und Bäckermehlen werden die Länder Hamburg, Niedersachsen und Schleswig-Holstein beliefert.
- Hildebrandmühlen Frankfurt, Lage:50° 6′ 31″ N, 8° 43′ 13″ O. Die Hildebrandmühlen im Osthafen in Frankfurt am Main sind Hessens größte Getreidemühle. Sie wurden 1914 als Frankfurter Mühlenwerke gegründet und gingen 1972 an Kampffmeyer über. Jährlich werden dort 130.000 t Mehle, Grieße und Schrote aus Weichweizen und Roggen produziert.[4]

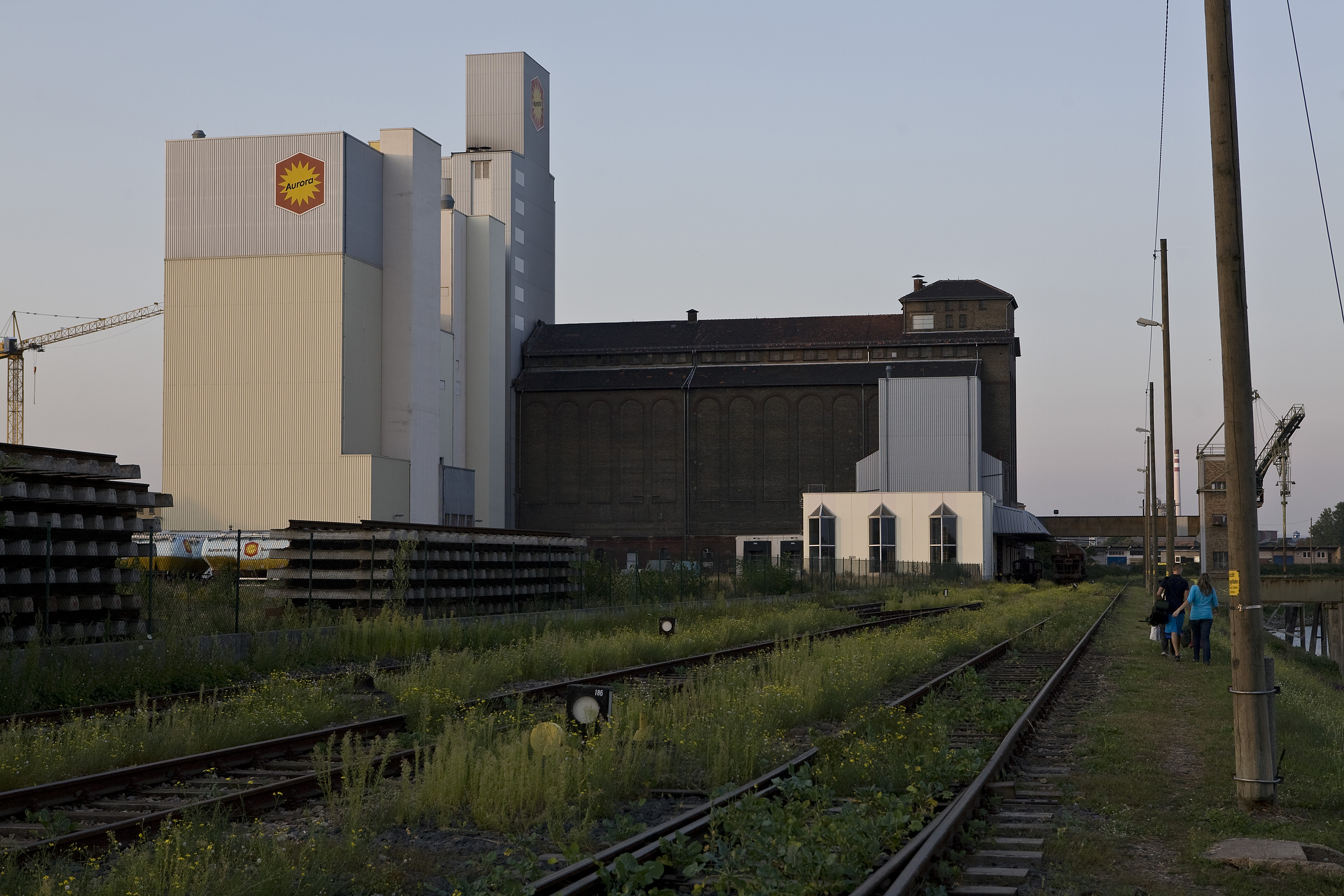
Aurora in Mannheim

- Hildebrandmühlen Mannheim, Lage:49° 30′ 57″ N, 8° 27′ 49″ O. Die Hildebrandmühlen Mannheim wurden 1906 gegründet und gehören seit 1928 zu den Kampffmeyer Mühlen. Mit einer Kapazität von 150.000 t sind sie der größte Mühlbetrieb für Hartweizen in Deutschland. Hier wird Hartweizen zu Grießen und Mehlen vermahlen, welche vor allem in der Teigwarenproduktion eingesetzt werden.
- Rosenmühle Landshut-Ergolding, Lage:48° 33′ 41″ N, 12° 9′ 19″ O. Die Rosenmühle wurde 1898 als Vereinigte Kunstmühlen Landshut gegründet. 1974 wurde das Unternehmen Teil der Kampffmeyer-Gruppe im Rahmen eines Unternehmensvertrages und späterer Mehrheitsbeteiligung. Von 1974 bis 1976 erfolgte der Mühlenneubau am Standort in Ergolding. Nach der Insolvenz von Kurt Kampffmeyer Sen. übernahmen die Vereinigten Kunstmühlen die Kampffmeyer Mühlen. Im Zuge der Umfirmierung als VK Mühlen AG erfolgte die Umfirmierung als Rosenmühle GmbH. Die Rosenmühle GmbH vermahlt heute ca. 200.000 t Roggen und Weizen im Jahr, vor allem das traditionsreiche Rosenmehl.

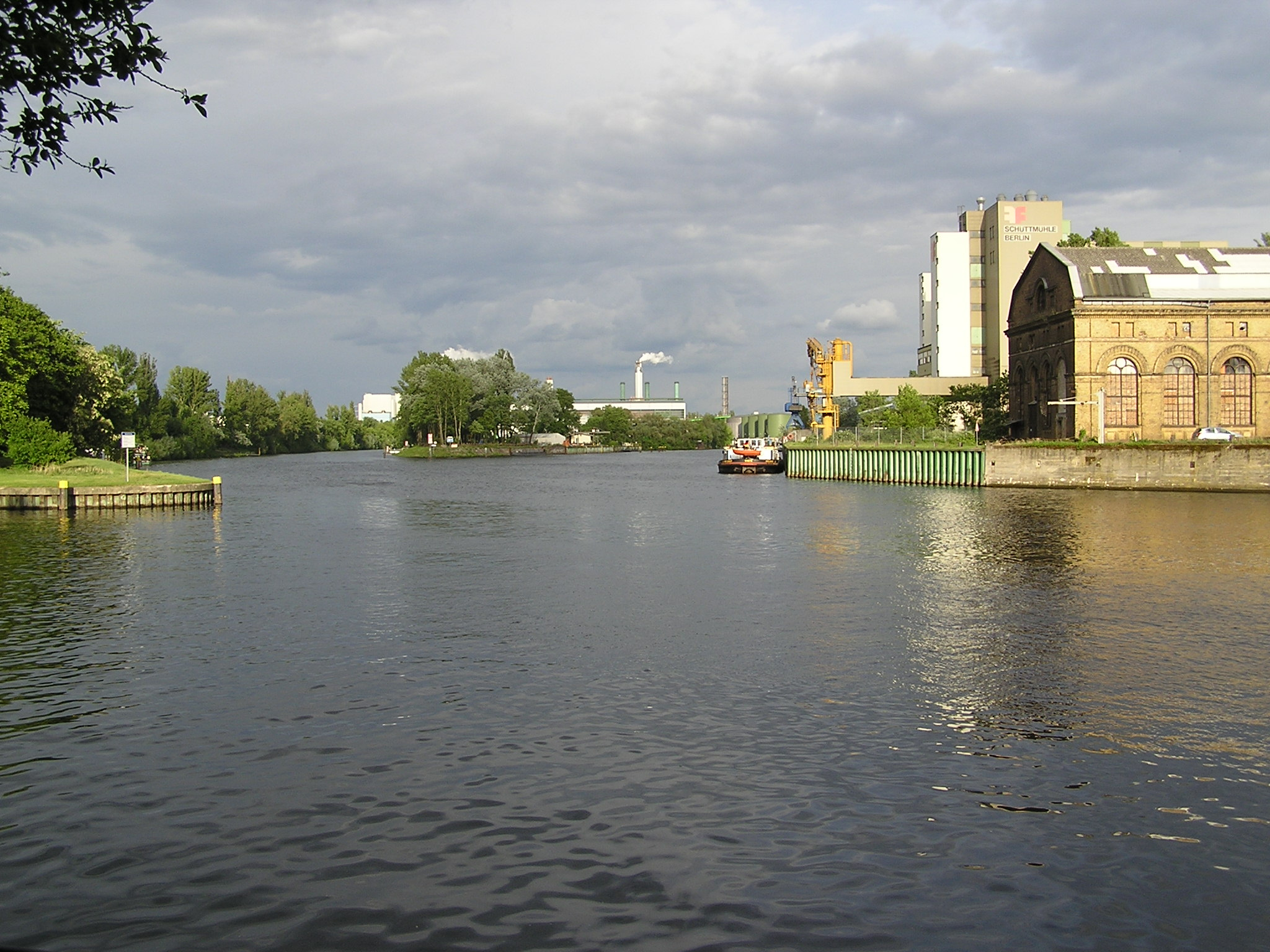
Die Schüttmühle in Berlin an der Spreemündung

- Schüttmühle Berlin, Lage:52° 32′ 7″ N, 13° 12′ 39″ O. Die F. W. Schütt Dampfmühle in Berlin wurde 1922 Teil der Kampffmeyer-Gruppe und später in Schüttmühle umbenannt. Die heutige Mühle wurde 1986 erbaut und 1992 erweitert. Sie ist eine der modernsten Getreidemühlen in Europa. Jährlich werden etwa 165.000 t Weizen für Berlin, Brandenburg, Mecklenburg-Vorpommern und Sachsen-Anhalt verarbeitet.
- Castellmühle Krefeld. An dem neuen Standort im Krefelder Rheinhafen wurde eine Mühle mit einer Vermahlungskapazität von 365.000 Tonnen erbaut.[5]

### GoodMills Innovation
Die Division GoodMills Innovation GmbH mit Sitz in Hamburg entwickelt Clean-Label-Zutaten auf Getreide- und Hülsenfruchtbasis für vielseitige Anwendungen in der Lebensmittel-, Back-, Snack- und Nutraceuticals-Industrie sowie dem Bäckerhandwerk. Als Teil der GoodMills Group hat das Unternehmen ein breites Angebot an pflanzenbasierten Inhaltsstoffen und Dienstleistungen als Vorleistungen für andere Lebensmittelproduzenten.

### Müller’s Mühle

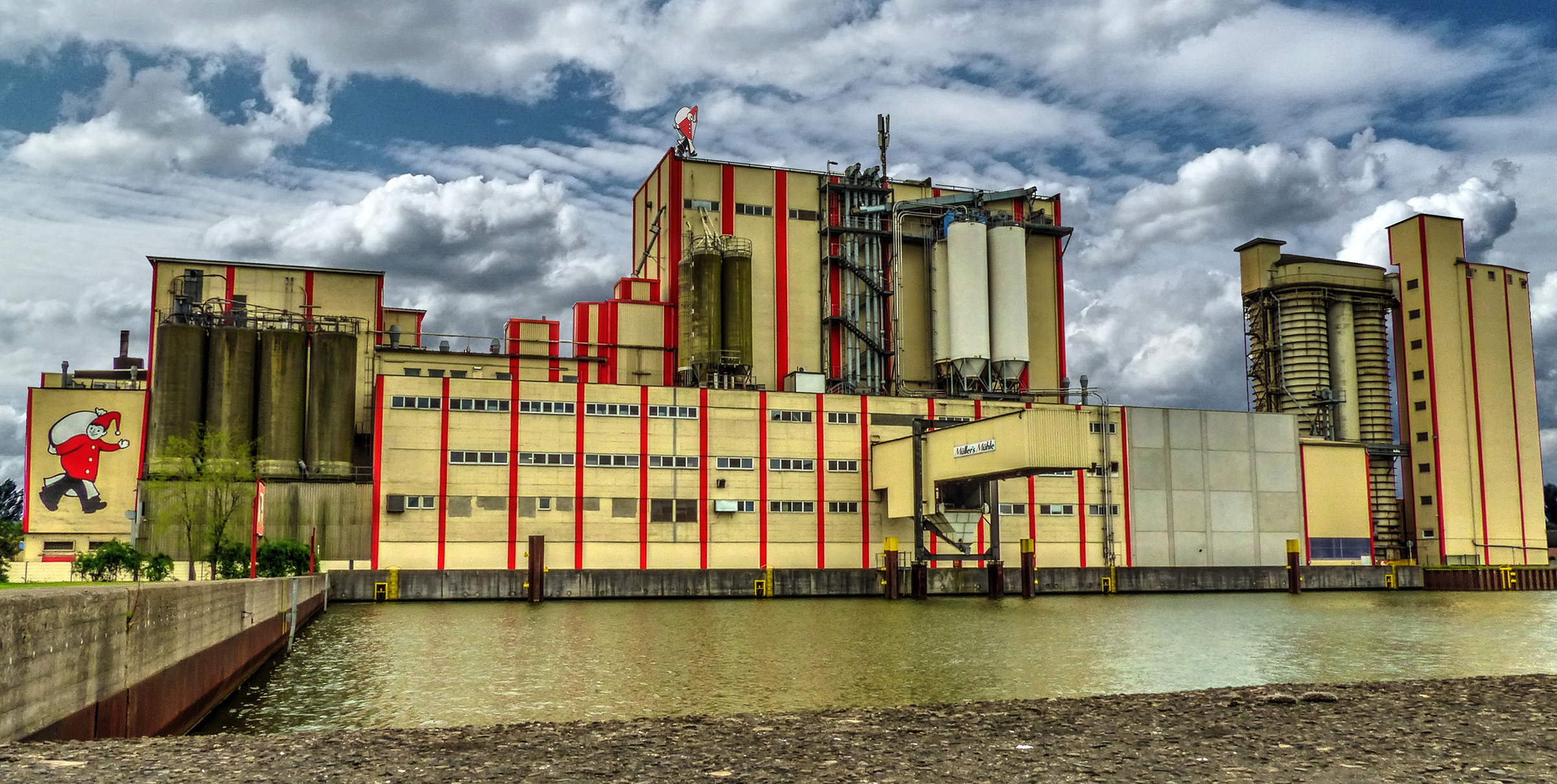
Müller‘s Mühle hat am Stadthafen Gelsenkirchen eine Siloanlage

Müller’s Mühle (Eigenschreibweise), Gelsenkirchen-Schalke, ist seit 1989 Teil der GoodMills Deutschland und eine Qualitätsmarke für Reis und Hülsenfrüchte, welche überwiegend unter den Eigenmarken vertrieben werden. Als führender Reisveredler in Europa und Marktführer bei Hülsenfrüchten sowie größter Be- und Verarbeiter von Erbsen, Bohnen und Linsen in Nordeuropa bekannt, erbringt das Unternehmen darüber hinaus Abpack-Dienstleistungen für Dritte (Co-Packing).

## Marken
- Verbrauchermarken: Aurora (Mehl- und Grießsorten, Backmischungen), Diamant (Weizenmehl, Grieß, Brotbackmischungen, prebiotische Getreidespezialitäten und Brotbackmischungen; Markenrechte nur in Nord- und Ostdeutschland; in Süd- und Westdeutschland ist Diamant eine Marke der Werhahn Mühlen), Gloria (Haushaltsmehle, Kuchenbackmischungen), Müller’s Mühle (Hülsenfrüchte, Reis, Kartoffelmehl, Traubenzucker; in Lizenz produziert das niederländische Unternehmen Struik Foods auch Eintöpfe und Suppen unter dieser Marke), Rosenmehl (Mehle und Grieße; die im Premiumbereich angesiedelte Markenfamilie ist regionaler Marktführer in Bayern)
- Handwerksmarken: Phönix (Backmischungen, Backzutaten und Backzubehör), Aurora, Rosenmühle
- Industriemarken: Titan, Purafarin (Bindemittel auf Weizenmehlbasis), Vitatex (texturierte Pflanzenproteine auf Basis von Getreidemahlerzeugnissen und Hülsenfrüchten)

## Ehemalige Standorte
- Kraftfutterwerk Rosenheim
- Kraftfutterwerk Worms
- Kraftfutterwerk Lahnstein
- Braunschweiger Mühlenwerke Sickte
- Mühle Stahmeln
- 3 Ähren Mühlen
- Vogtlandmühle
- Duisburger Mühlen
  - Werk Duisburg
  - Werk Dortmund
  - Werk Krefeld
- Auermühle Köln
- Fetzermühle Sontheim
- Holsatiamühle Kiel
- Eldemühle Parchim
- Eidermühle Friedrichstadt
- Rathsmühle Celle

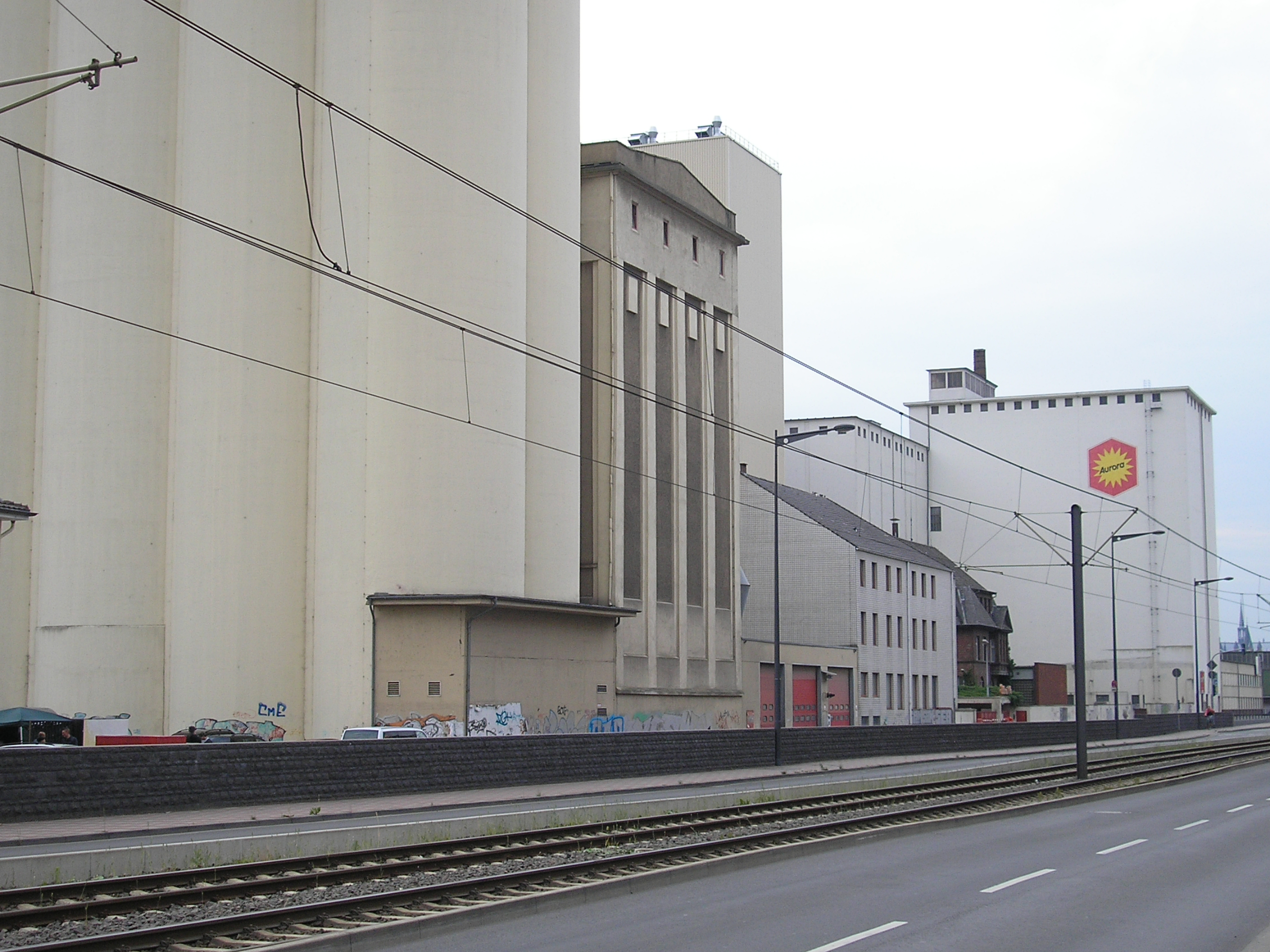
Ellmühle im Deutzer Hafen (2008)

- Nordland Mühlen Jarmen (Lage:53° 55′ 42″ N, 13° 20′ 32″ O). Die Nordland Mühlen in Jarmen wurden 1907 als Elektrische Kunstmühle am Hafen Jarmen erbaut und 1921 von Kurt Kampffmeyer erworben. Im Zuge seiner Enteignung in der DDR wurden sie 1972 volkseigen. Nach der Wende wurden sie mehrfach verkauft. Mit der Übernahme der BM Bäckermühlen durch die VK Mühlen kamen sie 1999 zurück in die Kampffmeyer-Gruppe. Mit einer Vermahlungskapazität von 60.000 t gewährleisten die Nordland Mühlen die Versorgung mit Weizen- und Roggenmahlprodukten für die Industrie, den Großhandel, für gewerbliche Verwender sowie Bäcker und Konditoren in Mecklenburg/Vorpommern, dem nördlichen Brandenburg, Berlin und dem Großraum Stettin. Der Standort wurde 2020 geschlossen.[8] [veraltet]
- Mühle Quirin Völklingen. Die Mühle Quirin in Völklingen wurde 1752 von Paul Quirin gegründet. Nach 250 Jahren in Familienbesitz wurde sie 2009 an die Kampffmeyer Mühlen GmbH verkauft.[9] 2013 war sie mit einer Vermahlung von 42.000 t im Jahr die bedeutendste Weichweizenmühle des Saarlandes[10], wurde aber Ende 2013 stillgelegt.

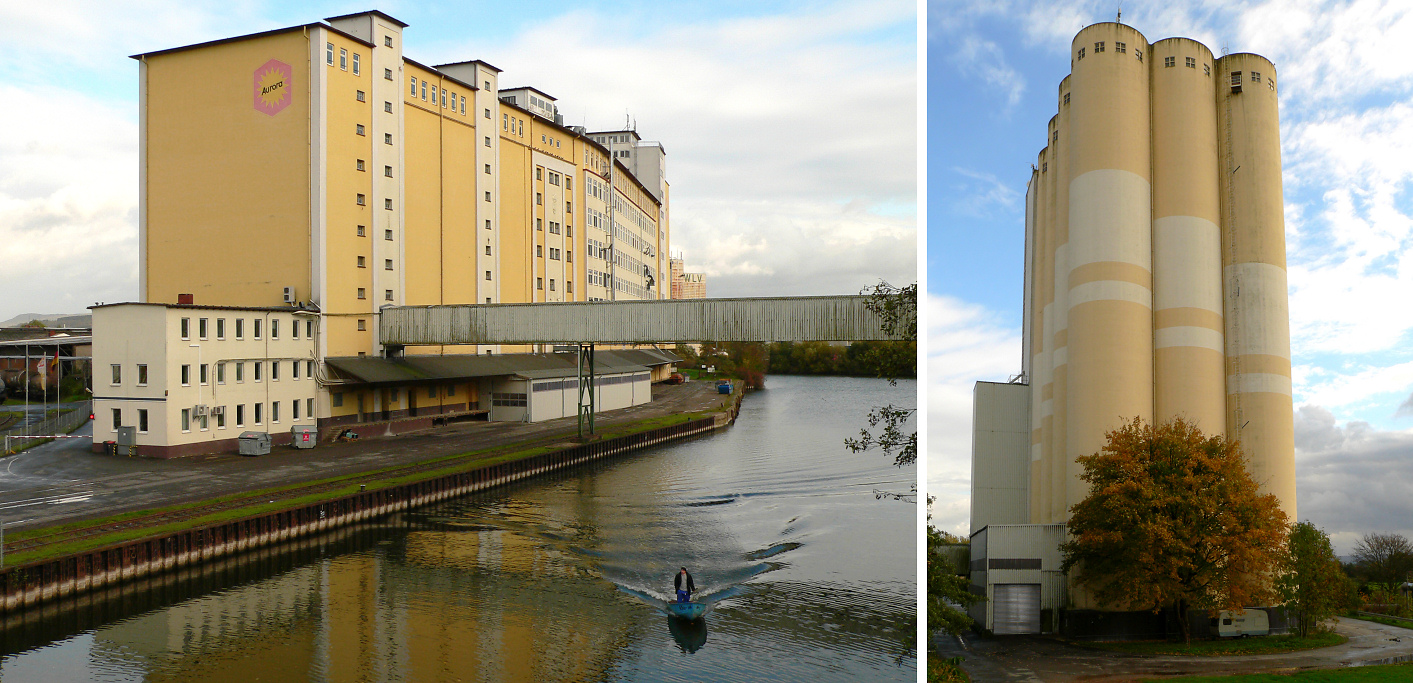
Wesermühlen Hameln

- Wesermühlen Hameln. Die beiden Wesermühlen wurden von Kurt Kampffmeyer Sen. 1926 übernommen, von denen eine im Zweiten Weltkrieg zerstört wurde. Das heutige Betriebsgebäude wurde im Jahre 1949 neben dem vorhandenen Getreidespeicher am Hafen neu errichtet. Es wurde die damals modernste Technik eingebaut und die Wesermühle war die erste deutsche Großmühle mit pneumatischer Passagenförderung. In den 1950er und 1960er Jahren wurden umfangreiche Erweiterungen der Mühlen-, Mehl- und Getreidesilogebäude sowie der technischen Anlagen vorgenommen. Die Anlieferung des Getreides erfolgte durch Lkw, Bahn und Schiffe. Die Mühle hatte eine Vermahlungskapazität von 300.000 Tonnen pro Jahr, die Lagerkapazität umfasste 40.000 Tonnen Getreide, 10.000 Tonnen Mehl und über 2000 Palettenstellpätze. Etwa 75 % des Energiebedarfs wurden durch ein großes Wasserkraftwerk abgedeckt das Ende der 1980er Jahre grundlegend saniert bzw. neu gebaut worden ist. Das Wasserkraftwerk mit einer Leistung von etwa 2000 kW wurde Ende der 1990er Jahre an die Stadtwerke Hameln verkauft. In den folgenden Jahren wurden zahlreiche Produktionsanlagen stillgelegt und verkauft. Bis zum 1. April 2013 wurden hier jährlich 180.000 t Weizen, Roggen und Mais für den regionalen, nationalen, europäischen und internationalen Markt verarbeitet. Der Standort Hameln wurde am 1. April 2013 geschlossen und alle Maschinen sowie technischen Anlagen sowie die Verbindungsbrücke über den Hamelner Hafen demontiert, um sicherstellen wollte, dass nach dem Verkauf der Gebäude kein Mehl mehr hergestellt werden kann.[11]
- Am Rande der Hamelner Altstadt befindet sich, als letzte der namensgebenden Wesermühlen, die Pfortmühle. Sie steht heute unter Denkmalschutz und dient als Bibliothek sowie Restaurant.
- Ellmühle Köln-Deutz (Lage:50° 55′ 31″ N, 6° 58′ 37″ O). Die Ellmühle in Köln hat ihren Standort am Deutzer Hafen. Sie entstand aus der 1975 durchgeführten Verschmelzung mit der benachbarten Auer-Großmühle. Mit 365.000 t Vermahlung von Weizen und Roggen im Jahr war sie eine der größten Mühlen Europas. Das Getreide wurde per Schiff, LKW oder der Bahn angeliefert. Im August 2016 gab das Unternehmen bekannt, dass es den bisherigen Standort im Deutzer Hafen aufgeben und das Grundstück an der Drehbrücke zur Siegburger Straße an die Stadt Köln verkaufen werde.[12] Im Januar 2021 wurde der Betrieb in den Rheinhafen Krefeld verlegt.[13]